# Robert Standaert
Robert Standaert (1889-1975) est un juriste et fonctionnaire de la Sûreté publique belge de 1914 à 1948, actuelle Sûreté de l'État. Il a notamment exercé la fonction de Directeur de la Police des Étrangers en Belgique de 1941 à 1948, actuelle Direction générale de l'Office des étrangers (Belgique). Il a travaillé sous la direction des Administrateurs Louis Gonne, Alfred Remy, René Beltjens et Robert de Foy.

## Jeunesse
Robert Marie Alphonse Léopold Standaert naît le 29 janvier 1889 à Heist. Il est le fils du médecin Leopold Standaert (1858-1910) et de Virginie Amélie Alphonsine Naert (1862-1944).  Son frère cadet, André Standaert nait le 6 juin 1890, mais meurt à l’âge de trois mois, alors que Robert n’a qu’un an et demi. Trois ans plus tard, le 26 février 1893, sa sœur Gilberte Standaert naît.  Son père décède en 1910, alors que Robert, âgé de 21 ans, est encore étudiant.  
Le 5 octobre 1912, Robert Standaert est promu Docteur en Droit, à l’âge de 23 ans. Deux ans plus tard, le 12 janvier 1914, il entre à la Sûreté publique en tant que fonctionnaire. Quelques mois plus tard, la Première Guerre mondiale éclate. Il prend part au conflit en tant que volontaire de guerre du 3 juin 1916 au 10 novembre 1918, en tant qu’artilleur.

## Mariage
La Première guerre mondiale terminée, Robert Standaert épouse Margueritte-Marie Verschraeghen (1891-1964) le 19 février 1919 à Schaerbeek et leur premier enfant naît la même année.  Le couple aura en tout sept filles et un fils.

## Carrière à la Sûreté publique
Il poursuit également sa carrière au sein de la Sûreté publique. Le 15 novembre 1919, il est nommé sous-chef de Bureau et, un an plus tard, le 30 novembre 1920, il est promu chef de Bureau au Ministère de la Justice. Il devient sous-directeur le 30 décembre 1924, et docteur en Droit à l’administration centrale le 30 décembre 1927. Le 20 juillet 1931, il est nommé directeur de la 4e Direction à la Sûreté publique, recommandé par René Beltjens, alors Administrateur.  
À partir de 1940 jusqu’en 1943, il exerce la fonction de Directeur de la Police des Étrangers en alternance avec Robert de Foy, jusqu’à ce que ce dernier devienne secrétaire général à la Justice.  Robert Standaert conserve ce poste jusque 1948. Pendant l’occupation de la Belgique par l’Allemagne du Troisième Reich, il doit coopérer avec l’occupant pour conserver son poste. Cependant, comme sa fonction lui permet d’accéder à de nombreuses informations, il les utilise pour prévenir des personnes en danger, notamment des Juifs, avant les rafles. Même après la guerre, Robert Standaert est resté très discret concernant ses activités de résistance civile : seuls deux de ses enfants étaient au courant, et ne l’ont révélé à la famille qu’après la mort de leur père.

## Décès
Robert Standaert décède le 9 janvier 1975 à Watermael-Boitsfort à l’âge de 85 ans. Il repose au cimetière de cette ville, et sa pierre tombale est située sur la pelouse d’honneur.  Après sa mort, de nombreuses lettres d’hommage, écrites par ceux qui ont pu se sauver grâce à lui, sont parvenues à la famille Standaert.

## Décorations et distinctions honorifiques
Après avoir servi sous les drapeaux, Robert Standaert se voit attribuer le statut d’Invalide de guerre, ainsi que de nombreuses décorations : 
- la médaille commémorative de la guerre 1914-1918 (1926)
- la médaille interalliée 1914-1918 (1926)
- le titre de Chevalier de l’Ordre de Léopold (1926)
- Le titre d’Officier de l'Instruction Publique de l'Ordre des Palmes académiques (français, 1926)
- le titre d’Officier de l’Ordre des Saints-Maurice-et-Lazare (italien, 1930)
- la Croix du Feu
- le titre d’Officier de l’Ordre de Léopold (1934)

## Œuvres
Robert Standaert était spécialiste de la juridiction touchant la nationalité belge et de la législation encadrant les étrangers vivant en Belgique. Il est l’auteur de De l’Indigénat en Belgique : commentaire de la loi du 15 mai 1922, paru en 1923, de Commentaire de la Convention Franco-Belge du 12 septembre 1928, paru en 1930 et de La nationalité belge, paru en 1934. Il est d’ailleurs encore actuellement cité dans certains ouvrages juridiques, notamment dans le Traité de la nationalité en droit belge de Charles-Louis Closset.